# Glyceria declinata
Glyceria declinata é uma espécie de planta com flor pertencente à família Poaceae. 
A autoridade científica da espécie é Bréb., tendo sido publicada em Flore de la Normandie 354. 1859.
Os seus nomes comuns são azevém-baboso ou glicéria-inclinada.

## Portugal
Trata-se de uma espécie presente no território português, nomeadamente em Portugal Continental, no Arquipélago dos Açores e no Arquipélago da Madeira.
Em termos de naturalidade é nativa de Portugal Continental e no Arquipélago da Madeira e introduzida no Arquipélago dos Açores.

## Protecção
Não se encontra protegida por legislação portuguesa ou da Comunidade Europeia.